# Lemma von Urysohn
Das Lemma von Urysohn (auch Urysohnsches Lemma genannt) ist ein fundamentales Theorem aus dem mathematischen Teilgebiet der Allgemeinen Topologie.
Das Lemma ist nach Pavel Urysohn benannt und wurde 1925 veröffentlicht. Es wird vielfach benutzt, um stetige Funktionen mit gewissen Eigenschaften zu konstruieren. Seine breite Anwendungsmöglichkeit basiert darauf, dass viele der wichtigsten topologischen Räume wie die metrischen Räume und die kompakten Hausdorff-Räume die in dem Lemma vorausgesetzte  Normalitätseigenschaft besitzen.
Eine Verallgemeinerung stellt der Fortsetzungssatz von Tietze dar. Bei dessen Beweis kommt das Urysohnsche Lemma in entscheidender Weise zum Tragen.

## Formulierung des Lemmas
Das Lemma sagt folgendes aus:
Sei {\displaystyle X} ein normaler Raum, d. h., ein topologischer Raum mit der Eigenschaft, dass je zwei disjunkte abgeschlossene Teilmengen von {\displaystyle X}  disjunkte Umgebungen besitzen, und seien zwei derartige disjunkte abgeschlossene Teilmengen {\displaystyle A} und {\displaystyle B} vorgegeben.
Dann existiert dazu eine  stetige Funktion
{\displaystyle f\colon X\rightarrow [0,1]}
mit  {\displaystyle f(a)=0} für alle {\displaystyle a\in A}  und {\displaystyle f(b)=1} für alle {\displaystyle b\in B}.

## Kernaussage des Lemmas
Der Kern des Lemmas von Urysohn liegt in der folgenden Aussage:
Sei {\displaystyle X} ein topologischer Raum und sei {\displaystyle D\subseteq \mathbb {R} } eine dichte Teilmenge von   {\displaystyle \mathbb {R} }. Darin gegeben sei eine Mengenfamilie   {\displaystyle (F(d))_{d\in D}}, bestehend aus offenen Teilmengen  {\displaystyle F(d)\subseteq X}   ( {\displaystyle d\in D} ), welche folgenden Bedingungen genüge:
1. Für {\displaystyle d_{1},d_{2}\in D} und  {\displaystyle d_{1}<d_{2}} sei stets   {\displaystyle {\overline {F(d_{1})}}\subseteq F(d_{2})}  .
2. {\displaystyle \bigcap _{d\in D}F(d)=\emptyset }  .
3. {\displaystyle \bigcup _{d\in D}F(d)=X}  .

Schließlich sei für   {\displaystyle x\in X}   folgende Zuordnung definiert:
{\displaystyle x\mapsto f(x):=\operatorname {inf} \{d\in D:x\in F(d)\}}.
Dann ist durch diese Zuordnung eine stetige Funktion {\displaystyle f\colon \,X\to \mathbb {R} } gegeben.